# نیتروزونیوم تترافلوروبورات
نیتروزونیوم تترافلوروبورات (به انگلیسی: Nitrosonium tetrafluoroborate) یک ترکیب شیمیایی با شناسه پاب‌کم ۱۵۱۹۲۹ است. شکل ظاهری این ترکیب، بلورهای بی‌رنگ جامد است.